# The County Fair (1912)
The County Fair é um curta-metragem de drama mudo produzido nos Estados Unidos, dirigido por Earle Foxe e Alice Joyce, e lançado em 1912. Foi o segundo filme de Earle Foxe.